# 國道332號 (日本)

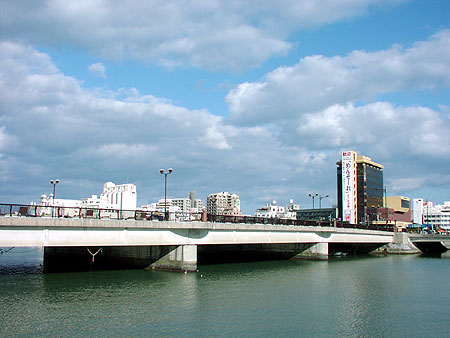
明治橋

國道332號是日本從沖繩縣那霸市那霸機場至同縣市垣花町明治橋的一般國道。

## 概要
- 起點：沖繩縣那霸市（那霸市字安次嶺那崎原526番3、那霸機場國內線航廈前）
- 終點：沖繩縣那霸市（那霸市垣花町8番7明治橋南端、國道58號・國道331號）
- 總長：3.9km
- 實長：3.0km
- 指定區間：那霸市字安次嶺那崎原526番3 - 那霸市垣花町8番7（全線）

## 共線路段
- 國道331號（垣花交點 - 明治橋南端）

## 通過行政區
- 沖繩縣
  - 那霸市

## 接續路線
- 沖繩縣道231號那霸空港線（起點）
- 沖繩西海岸道路那霸西道路那霸空港IC（那霸市鏡水）
- 國道331號（那霸市垣花 - 終點）
- 沖繩縣道7號奧武山米須線（那霸市山下町、與國道331號共線）
- 國道58號（終點）

## 外部連結
- 沖繩綜合事務所開發建設部 （页面存档备份，存于）
  - 南部國道事務所 （页面存档备份，存于）